# Saint-Preux
Saint-Preux (nome artístico de Christian Langlade) nascido em 1950, em Paris, é um compositor francês de música clássica contemporânea, combinando elementos da música popular e da música eletrônica.

## Biografia
Saint-Preux cresceu na pequena cidade de  Mervent. Em 1968, ele já tinha lançado alguns discos 45 rpm com suas canções, incluindo Une étrange musique (Uma Estranha Música), a qual alcançou o #71 lugar no ranking francês de discos daquele ano. Em agosto de 1969, participou do Festival Internacional da Canção de Sopot (Polônia), com sua primeira importante composição La valse de l'enfance (A Valsa da Juventude). A canção foi defendida por  Henri Seroka e o próprio Saint-Preux regendo a orquestra sinfônica. Sua música recebeu o prêmio Grand Prix de la Presse (Grande Prêmio da Imprensa)  no festival e foi lançada no mesmo ano no Festival Seroka e gravada como single pela EMI-Odeon. Durante sua estadia na Polônia, compôs o que veio a ser o seu maior sucesso o Concerto pour une Voix (Concerto para Uma Voz).
Quando Saint-Preux retornou à França, René Boyer, líder da gravadora Fantasia, convenceu-o a gravar seu Concerto para uma voz. A peça foi composta originalmente para trompete e cordas, porém, Saint-Preux havia ouvido a cantora francesa Danielle Licari ensaiando num outro estúdio e acabou por decidir gravá-lo com sua voz fazendo a parte do trompete, usando uma técnica vocal similar à scat singing do jazz. A canção, lançada no selo DiscAZ em 1969, alavancou tanto a carreira dele quanto a dela.

## Discografia
- Concerto pour une voix (1969)
- Le piano sous la mer (1972)
- La passion (1973)
- La fête triste (1974)
- Your hair & Missa Amoris (1975)
- Concerto pour piano (1975)
- Symphonie pour la Pologne (1977)
- To be or not (1980)
- Le piano d'Abigaïl (1983)
- Atlantis (1983)
- Phytandros (1991)
- The last opera (1994)
- Free Yourself (1999)
- Concerto pour deux voix (2005)
- Jeanne la Romantique (2007)
- Le désir (2009)

## Nota
- Este artigo foi inicialmente traduzido, total ou parcialmente, do artigo da Wikipédia em inglês cujo título é «Saint-Preux», especificamente desta versão.